# مسجد كامبونج بليمبينغ
مسجد كامبونج بليمبينغ يقع المسجد في منطقة كامبونج بليمبينغ، والتي تبعد حوالي خمسة كيلومترات من مدينة بندر سري بكاوان عاصمة بروناي .

## البناء
تم بناء مسجد كامبونج بليمبينغ في الثاني والعشرين من شهر تموز من العام 1994، تم البناء على موقع أرض مساحتها الاجماليه حوالي 5.25 فدان، واكتمل البناءفي السابع عشر من شهر سبتمبر من عام 1995، وبلغت نفقات البناء الاجمالية 3,464،255.37 دولار أمريكي.

## مرافق المسجد
تبلغ قدرة مسجد كامبونج بليمبينغ الاستيعابية حوالي 1,500 مصلي في وقت واحد، ومن بين التسهيلات المتاحة في المسجد استكمال اجراءات الجنائز بالإضافة لوجود غرف اجتماعات .

## وصلات خارجية
- موقع مسجد كامبونج بليمبينغ على الخريطة